# 卡爾帕特西克
48°57′17″N 22°54′13″E / 48.95472°N 22.90361°E

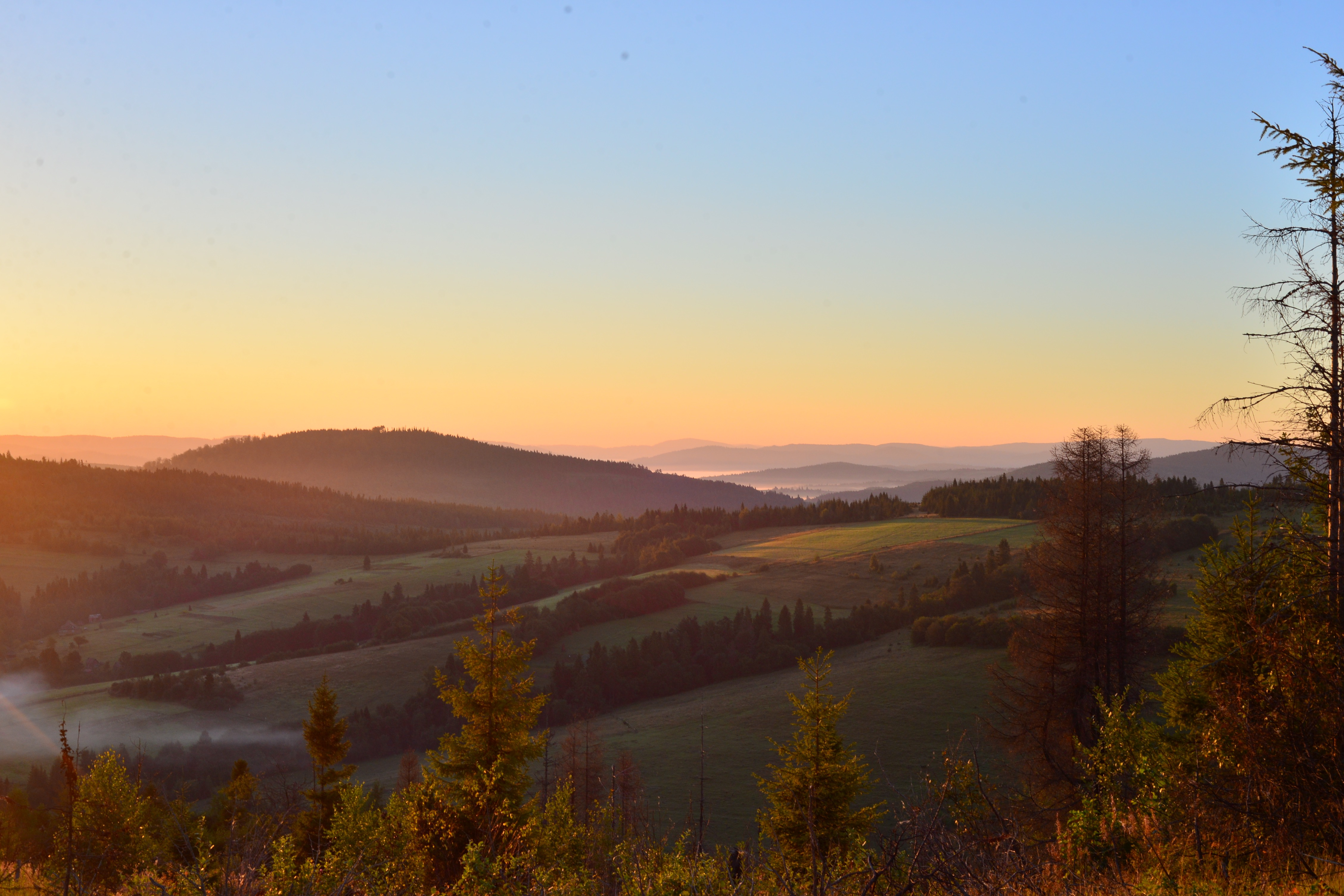
мініатюри

卡爾帕特西克（烏克蘭語：Карпатське），是烏克蘭西部的村莊，隸屬利維夫州的桑比爾區。該村始建於1520年，面積2.3平方公里，海拔高度729米，2001年人口1,190，人口密度每平方公里517.4人。